# Acht Äußere Tempel

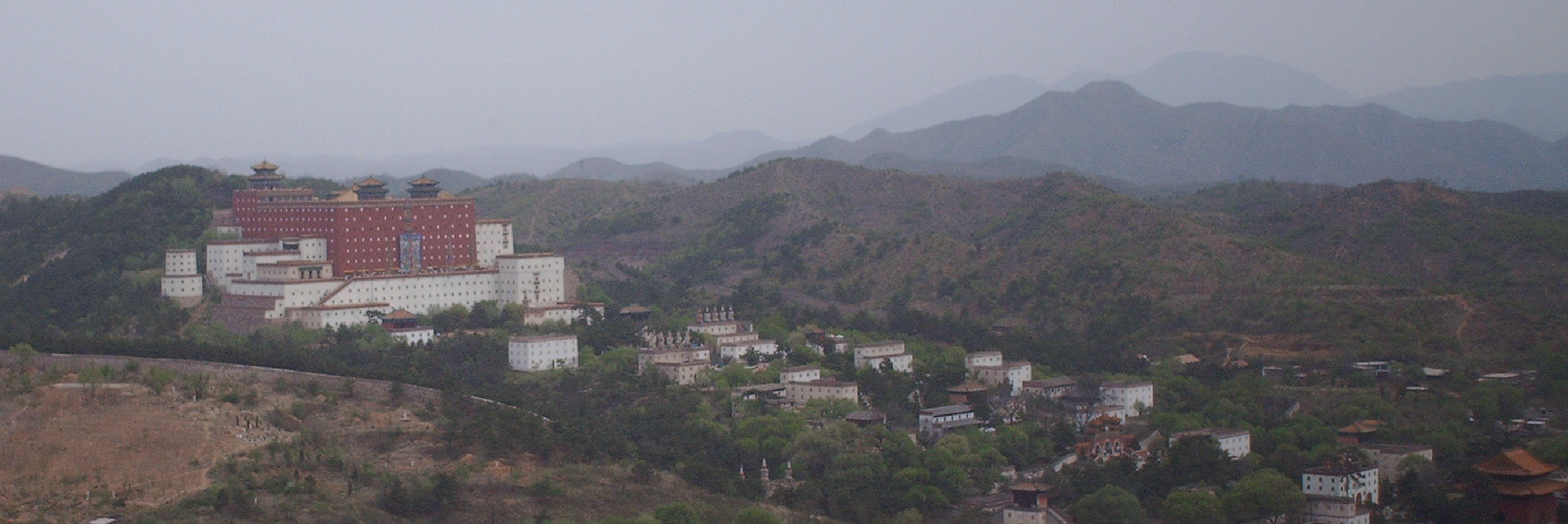
Putuo-Zongcheng-Tempel

Acht Äußere Tempel (chinesisch 外八庙, Pinyin Wàibāmiào) ist ein Sammelbegriff für verschiedene buddhistische Tempel aus der Kangxi- und Qianlong-Zeit der Qing-Dynastie in Chengde (Provinz Hebei der Volksrepublik China).
Die Tempel Putuo-Zongcheng-Tempel (普陀宗乘之庙, Tempel der Potaraka-Doktrin), Xumi-Fushou-Tempel (须弥福寿之庙, Tempel der Glückseligkeit und des Langen Lebens des Sumeru-Berges), Puning-Tempel (普宁寺, Tempel des Universalen Friedens), Pule-Tempel (普乐寺, Tempel der Universalen Freude) stehen seit 1961 unter nationalem Denkmalschutz, der Anyuan-Tempel (安远庙, Tempel der Befriedung der Fernen Gebiete) und der Shuxiang-Tempel (殊像寺) seit 1988, der Puren-Tempel (溥仁寺, Tempel des Umfassenden Menschenliebe) seit 2001 und der Puyou-Tempel (普佑寺) seit 2006.
Die Acht Äußeren Tempel stehen zusammen mit dem Sommerpalast (Chengde) seit 1994 auf der Liste des Weltkulturerbes der UNESCO.